# LGV Est
LGV Est-Européene (em português:  Linha de alta velocidade leste europeia) é uma linha ferroviária de alta velocidade que liga a França à Alemanha, Suíça e Luxemburgo, Os serviços são operados em parceria entre a empresa estatal francesa SNCF e a alemã Deutsche Bahn.

## História
Os estudos para construção iniciaram em 1985, porém devido a incertezas em relação a viabilidade do projeto, o financiamento só foi aprovado em 2000, com obras iniciando em 2002.
O projeto foi dividido em duas fases, Fase 1 com 300 km de Paris até Baudrecourt, com trens prosseguindo via ferrovias convencionais a 160 km/h e Fase 2 com 106 km seguindo até Vendenheim, diminuindo o tempo de viagem até Estrasburgo. O custo de construção foi de € 5,5 bi para a fase 1 e € 2,01 bi na fase 2.

## Recorde mundial de velocidade
Dia 3 de abril de 2007, 12h13, uma composição nomeada V150 bateu o recorde mundial de velocidade, atingindo 574,8 km/h, entre as estações de Champagne-Ardenne e Lorena, superando a marca anterior de 515,3 km/h atingida em 1990.

## Acidentes
Em 14 de novembro de 2015, durante testes da nova geração do TGV, um trem descarrilou a 350 km/h próximo a Estrasburgo, causando mais de 10 mortes e quase 50 feridos.

Em 5 de março de 2020, um trem viajando de Estrasburgo a Paris descarrilou entre Ingenheim e Saessolsheim após um deslizamento de terra, e 22 pessoas ficaram feridas.